# Omomyidae
Omomyidae è una famiglia di aplorrini estinti evolutasi fra i 55 ed i 34 milioni di anni fa, durante l'Eocene. Resti fossili di appartenenti a questa famiglia sono stati ritrovati in Nord America, Eurasia e forse anche Africa, il che ne fa assieme agli adapidi gli unici primati viventi nei continenti olartici.
Questi animali possedevano grandi orbite oculari, un muso corto con piccole arcate dentali e senza premolari anteriori, piccole dimensioni (peso dell'animale vivo stimato a meno di mezzo chilogrammo) e chiostra dentaria tipica di chi ha una dieta insettivora e frugivora.

A partire dal tardo Eocene, in Nord America cominciarono ad evolversi omomidi di maggiori dimensioni (oltre 1 kg di peso) con dieta prettamente erbivora, mentre altre specie svilupparono probabilmente abitudini diurne (come si può evincere dalla diminuzione di dimensioni delle orbite oculari).

Le mani avevano dita allungate e pollici opponibili ed erano dotate di unghie anziché artigli. Dall'analisi delle ossa postcraniali si può supporre che questi animali avevano abitudini arboricole, con alcune specie in cui la tibia e la fibula erano fuse come negli attuali tarsi, ad indicare abitudini saltatorie piuttosto che scalatorie.

## Tassonomia
La sistematica degli omomidi è piuttosto controversa: le attuali correnti di pensiero li vorrebbero piazzati come aplorrini primitivi, come tarsiformi primitivi od ancora al di fuori degli aplorrini, come gruppo primitivo legato agli adapidi.

In effetti, questi animali mancano di molte specializzazioni ossee tipiche degli aplorrini.

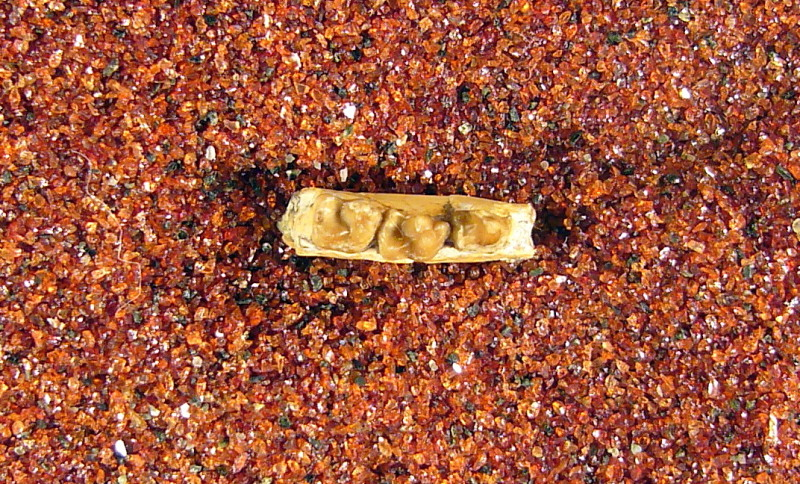
Mandibola di Steinius annectens

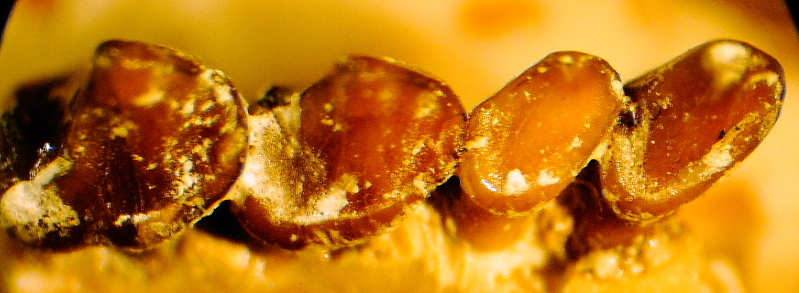
Mandibola di Chlororhysis knightensis

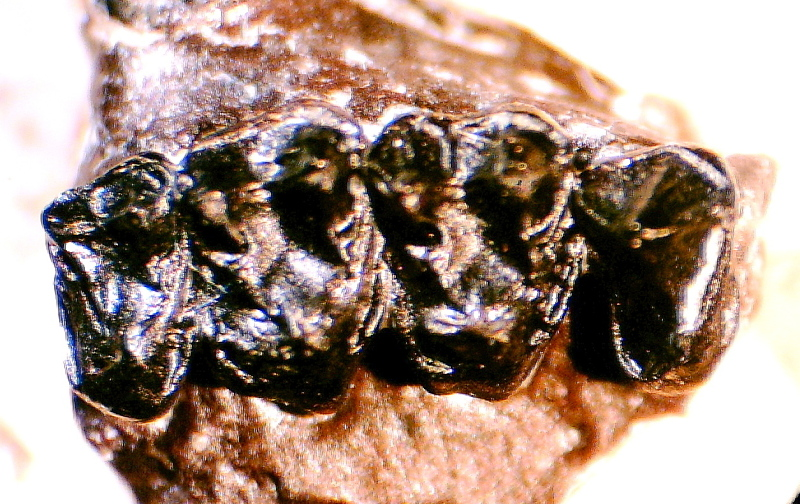
Denti di Arapahovius advena

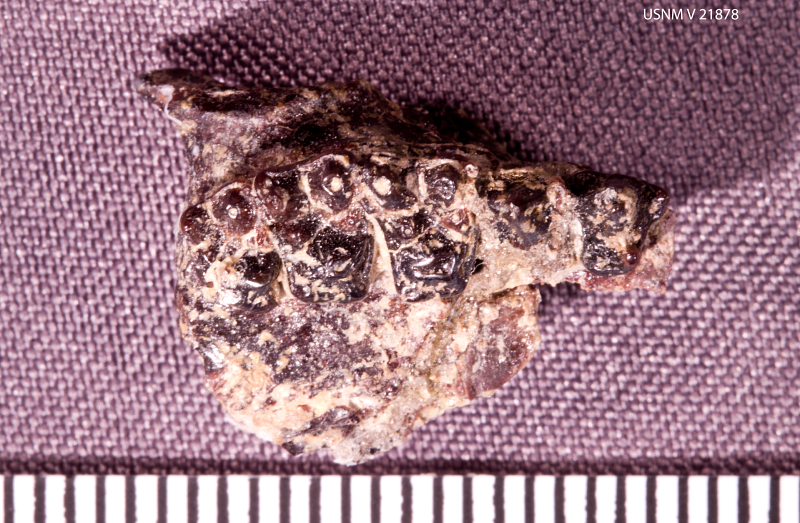
Denti di Hemiacodon gracilis

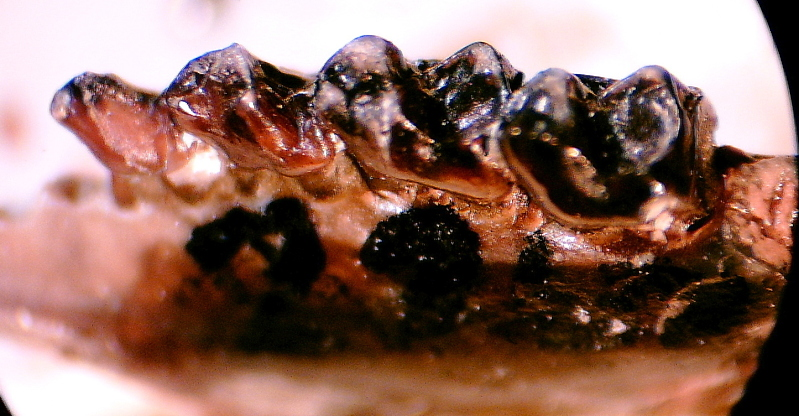
Denti di Tetonoides pearcei

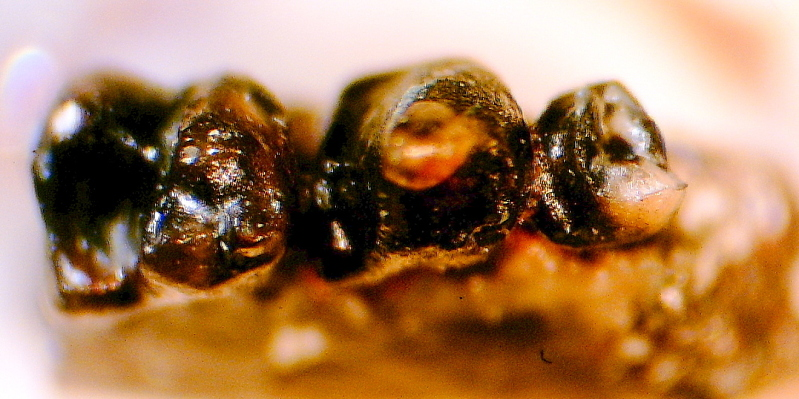
Denti di Tatmanius szalayi

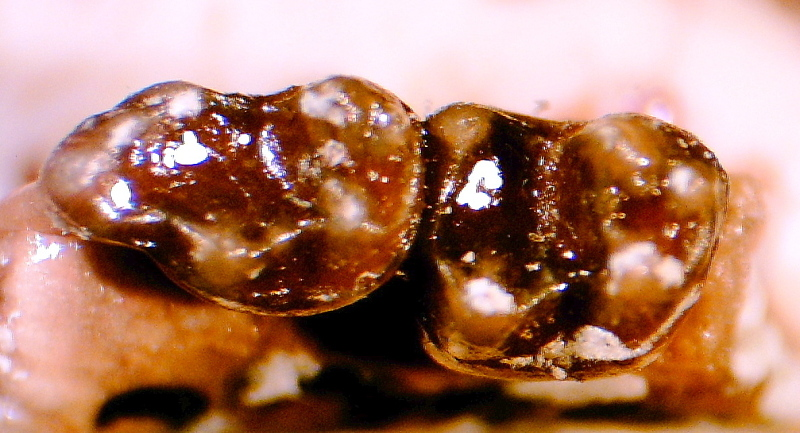
Denti di Omomys sheai

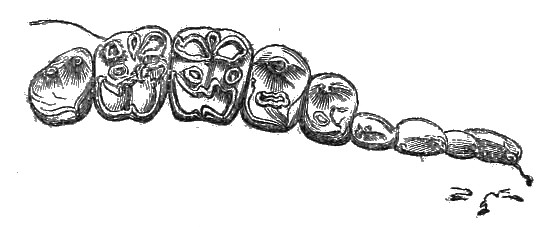
Dentatura superiore di Microchoerus erinaceus

La famiglia viene così divisa:
- Famiglia Omomyidae
  - Incertae sedis
    - Altanius
    - Altiatlasius
    - Ekgmowechashala
    - Kohatius
    - Rooneyia

  - Sottofamiglia Anaptomorphinae
    - Tribù Trogolemurini
      - Sphacorhysis
      - Trogolemur

    - Tribù Anaptomorphini
      - Absarokius
      - Anaptomorphus
      - Anemorhysis
      - Arapahovius
      - Aycrossia
      - Chlororhysis
      - Gazinius
      - Mckennamorphus
      - Pseudotetonius
      - Strigorhysis
      - Tatmanius
      - Teilhardina
      - Tetonius

  - Sottofamiglia Microchoerinae
    - Microchoerus
    - Nannopithex
    - Necrolemur
    - Pseudoloris

  - Sottofamiglia Omomyinae
    - Huerfanius
    - Mytonius
    - Palaeacodon
    - Tribù Rooneyini
      - Rooneyia

    - Tribù Steiniini
      - Steinius

    - Tribù Uintaniini
      - Jemezius
      - Uintanius

    - Tribù Hemiacodontini
      - Hemiacodon

    - Tribù Omomyini
      - Chumachius
      - Omomys

    - Tribù Microtarsiini
      - Macrotarsius
      - Yaquius

    - Tribù Washakiini
      - Dyseolemur
      - Loveina
      - Shoshonius
      - Washakius

    - Tribù Utahiini
      - Ageitodendron
      - Asiomomys
      - Chipataia
      - Ourayia
      - Stockia
      - Utahia
      - Wyomomys

## Evoluzione
Dagli Omomyidae si è probabilmente evoluto l'attuale Tarsio, al quale somigliano in quanto hanno le ampie orbite frontalizzate, segno evidente di adattamento alla vita notturna, e il muso più corto, segno di una riduzione della regione olfattiva.